# Kajal (Slovacchia)
Kajal (in ungherese Nemeskajal) è un comune della Slovacchia facente parte del distretto di Galanta, nella regione di Trnava.